# Notropis amoenus
Notropis amoenus är en fiskart som först beskrevs av Charles Conrad Abbott, 1874. Notropis amoenus ingår i släktet Notropis och familjen karpfiskar. Inga underarter finns listade i Catalogue of Life.